# مأمور کارتر (مجموعه تلویزیونی)
مأمور کارتر مارول یا به اختصار مأمور کارتر (به انگلیسی: Marvel's Agent Carter) یک مجموعهٔ تلویزیونی اینترنتی آمریکایی به سبک اکشن و ابرقهرمانی است ساخته شبکه ای‌بی‌سی آمریکاست که در رابطه با فیلم، کاپیتان آمریکا: نخستین انتقام‌جو و شخصیت پگی کارتر است و توسط کریستوفر مارکوس و استیون مک‌فیلی ساخته شده است.
این سریال توسط کمپانی‌های ای‌بی‌سی استودیوز و تلویزیون مارول ساخته شده است، و دو فصل از این مجموعه پخش شده است.
بازیگران اصلی این مجموعه تلویزیونی هایلی اتول و جیمز دارسی بودند. در ۱۲ مه ۲۰۱۶، به دلیل کاهش بینندگان، ای‌بی‌سی ساخت مجموعه را پس از دو فصل متوقف کرد.

## داستان
در سال ۱۹۴۶، مسئولیت امور مربوط به دبیرخانه بنیاد پشتیبانی از علوم استراتژیک به پگی کارتر سپرده می‌شود. هنگامیکه هاوارد استارک متهم به خیانت می‌شود، برای تبرئه خود از این اتهام، پگی را استخدام می‌کند و...

## بازیگران و شخصیت‌ها
- هایلی اتول در نقش پگی کارتر:
- جیمز دارسی در نقش ادوین جارویس:
- چاد مایکل موری در نقش جک تامپسون:
- انور جوکای در نقش دنیل سوزا:
- شیا ویگهام در نقش راجر دولی:
- دومینیک کوپر در نقش هاوارد استارک:

## قسمت‌ها
| فصل | قسمت‌ها | قسمت‌ها | تاریخ اصلی روی آنتن رفتن | تاریخ اصلی روی آنتن رفتن |
| فصل | قسمت‌ها | قسمت‌ها | اولین بار                | آخرین بار                |
| --- | ------ | ------ | ------------------------ | ------------------------ |
| ۱   | ۸      | ۸      | ۶ ژانویه ۲۰۱۵            | ۲۴ فوریه ۲۰۱۵            |
| ۲   | ۱۰     | ۱۰     | ۱۹ ژانویه ۲۰۱۶           | ۱ مارس ۲۰۱۶              |

### فصل ۱ (۲۰۱۵)
| شم. کلی | شم. در فصل | عنوان                            | کارگردان            | نویسنده                         | تاریخ انتشار اصلی | ایالات متحده تعداد بیننده (میلیون) |
| ------- | ---------- | -------------------------------- | ------------------- | ------------------------------- | ----------------- | ---------------------------------- |
| ۱       | ۱          | «اکنون پایان نیست»               | Louis D'Esposito    | کریستوفر مارکوس و استیون مک‌فیلی | ۶ ژانویه ۲۰۱۵     | ۶.۹۱                               |
| ۲       | ۲          | «پل و تونل»                      | جوزف وی. روسو       | Eric Pearson                    | ۶ ژانویه ۲۰۱۵     | ۶.۹۱                               |
| ۳       | ۳          | «زمان و جزر و مد»                | Scott Winant        | Andi Bushell                    | ۱۳ ژانویه ۲۰۱۵    | ۵.۱۰                               |
| ۴       | ۴          | «دکمه حمله رعد آسا»              | Stephen Cragg       | Brant Englestein                | ۲۷ ژانویه ۲۰۱۵    | ۴.۶۳                               |
| ۵       | ۵          | «سقف آهنی»                       | Peter Leto          | Jose Molina                     | ۳ فوریه ۲۰۱۵      | ۴.۲۰                               |
| ۶       | ۶          | «گناهی به خطا»                   | استیون ویلیامز      | Lindsey Allen                   | ۱۰ فوریه ۲۰۱۵     | ۴.۲۵                               |
| ۷       | ۷          | «وضعیت عادی: همه از بین رفته‌اند» | Vincent Misiano     | Chris Dingess                   | ۱۷ فوریه ۲۰۱۵     | ۴.۱۵                               |
| ۸       | ۸          | «وداع»                           | Christopher Misiano | Michele Fazekas & Tara Butters  | ۲۴ فوریه ۲۰۱۵     | ۴.۰۲                               |

### فصل ۲ (۲۰۱۶)
| شم. کلی | شم. در فصل | عنوان              | کارگردان           | نویسنده                                                                     | تاریخ انتشار اصلی | ایالات متحده تعداد بیننده (میلیون) |
| ------- | ---------- | ------------------ | ------------------ | --------------------------------------------------------------------------- | ----------------- | ---------------------------------- |
| ۹       | ۱          | «بانویی در دریاچه» | Lawrence Trilling  | Brant Englestein                                                            | ۱۹ ژانویه ۲۰۱۶    | ۳.۱۸                               |
| ۱۰      | ۲          | «نمایی در تاریکی»  | Lawrence Trilling  | Eric Pearson و Lindsey Allen                                                | ۱۹ ژانویه ۲۰۱۶    | ۳.۱۸                               |
| ۱۱      | ۳          | «فرشتگان برتر»     | David Platt        | Jose Molina                                                                 | ۲۶ ژانویه ۲۰۱۶    | ۲.۹۰                               |
| ۱۲      | ۴          | «دود و آینه‌ها»     | David Platt        | Sue Chung                                                                   | ۲ فوریه ۲۰۱۶      | ۲.۷۷                               |
| ۱۳      | ۵          | «شغل اتمی»         | Craig Zisk         | Lindsey Allen                                                               | ۹ فوریه ۲۰۱۶      | ۲.۶۶                               |
| ۱۴      | ۶          | «زندگی حزب»        | Craig Zisk         | Eric Pearson                                                                | ۱۶ فوریه ۲۰۱۶     | ۲.۳۹                               |
| ۱۵      | ۷          | «هیولا‌ها»          | Metin Hüseyin      | Brandon Easton                                                              | ۱۶ فوریه ۲۰۱۶     | ۲.۳۹                               |
| ۱۶      | ۸          | «لبه رمز و راز»    | Metin Hüseyin      | Brant Englestein                                                            | ۲۳ فوریه ۲۰۱۶     | ۲.۵۰                               |
| ۱۷      | ۹          | «کمی آواز و رقص»   | Jennifer Getzinger | داستان : Michele Fazekas و Tara Butters نمایشنامۀ تلویزیونی : Chris Dingess | ۲۳ فوریه ۲۰۱۶     | ۲.۵۰                               |
| ۱۸      | ۱۰         | «پایان هالیوود»    | Jennifer Getzinger | داستان : Chris Dingess نمایشنامۀ تلویزیونی : Michele Fazekas و Tara Butters | ۱ مارس ۲۰۱۶       | ۲.۳۵                               |